# Зерно

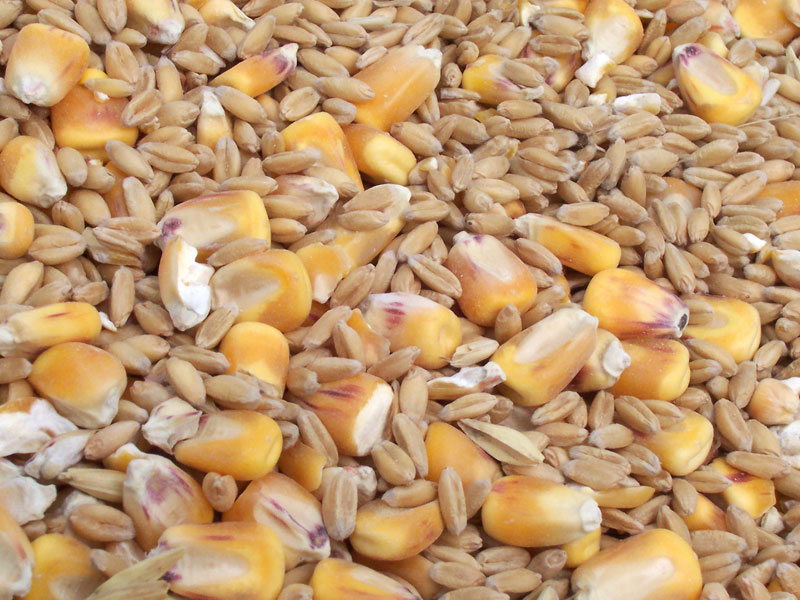
Асорті зерен

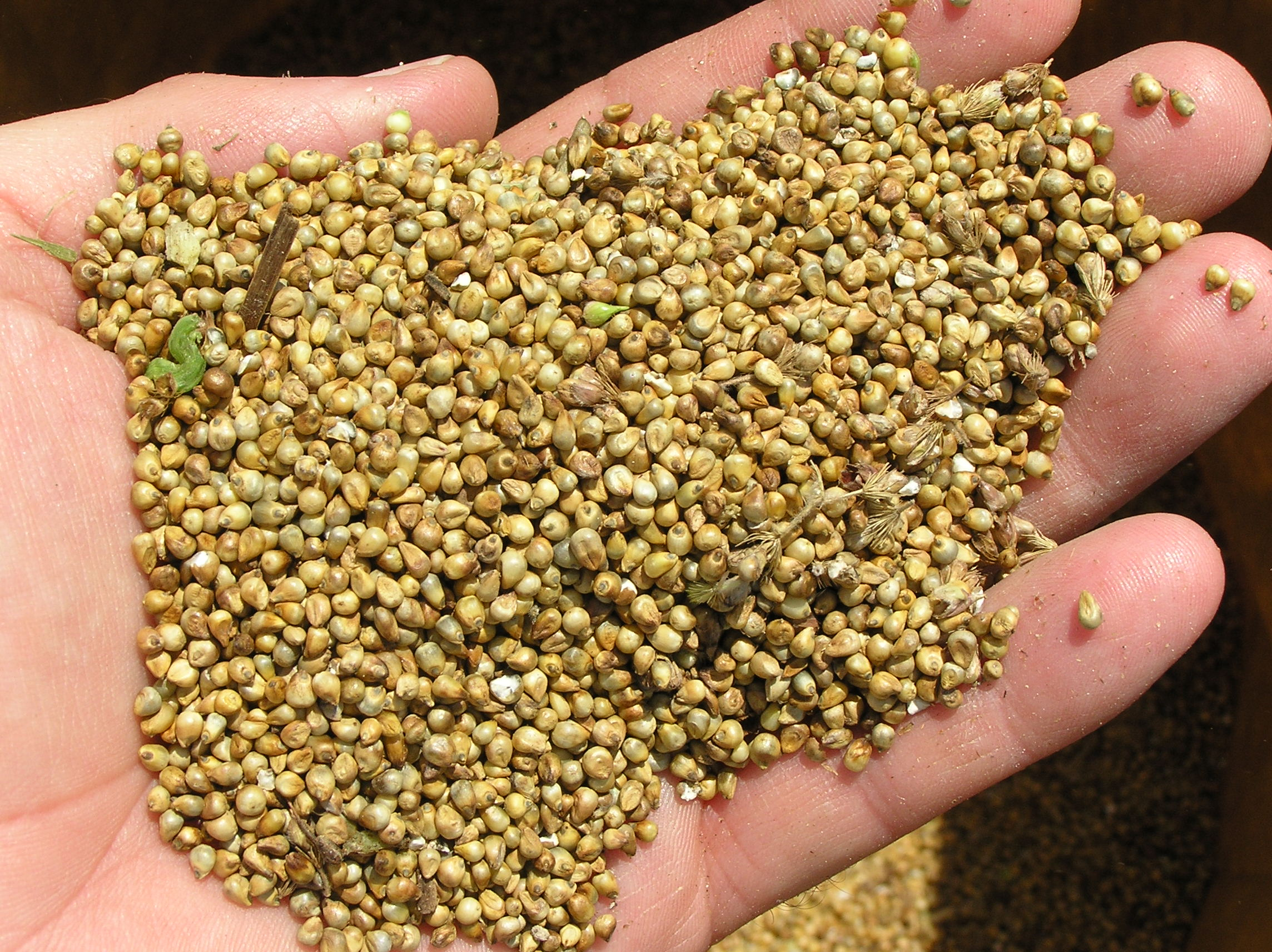
Зерно проса, зібране комбайном, перед очищенням для харчового використання

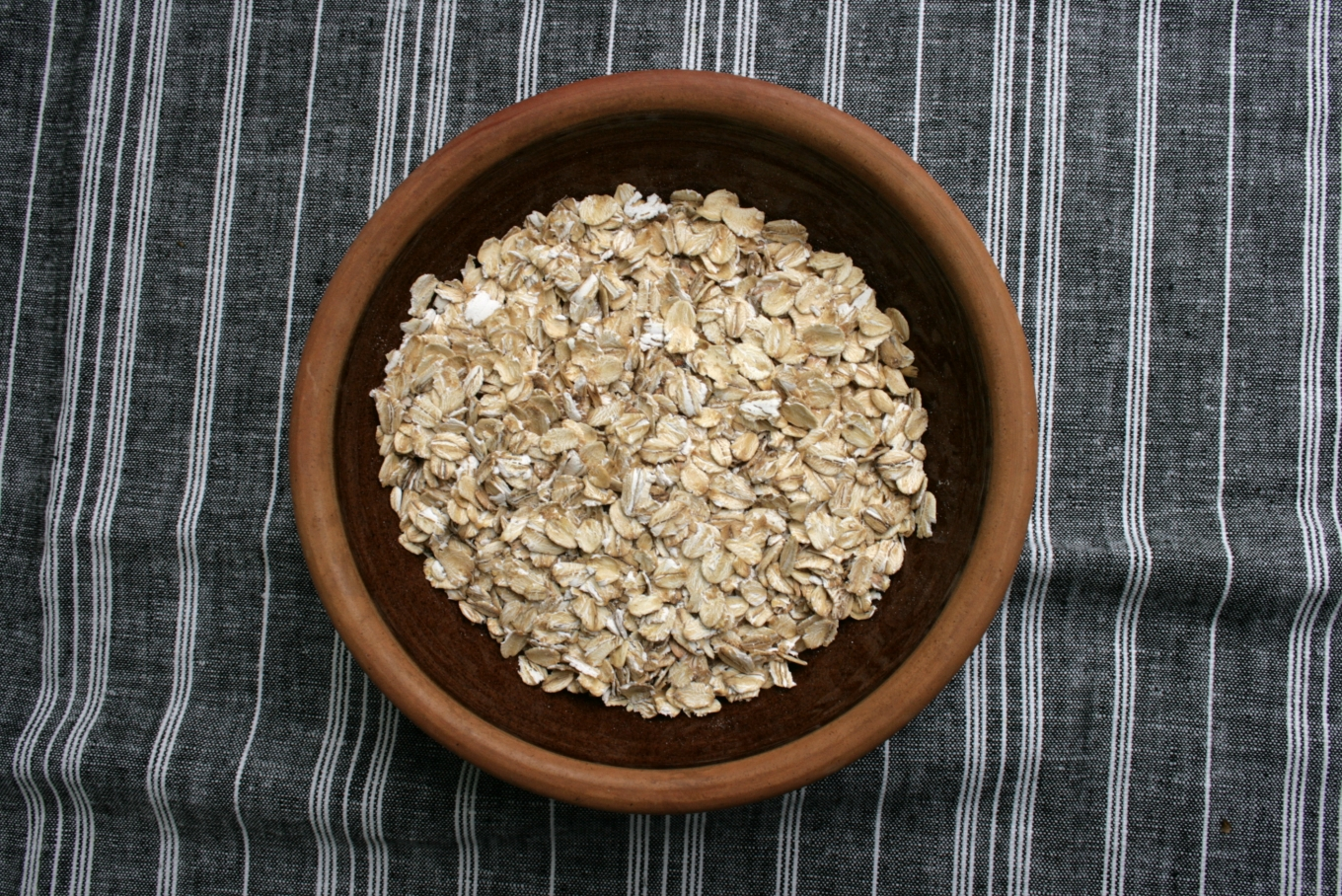
Вівсяні пластівці — розплющені зерна вівса

Зерно́ — «дрібний плід хлібних злаків; зернина». Це маленьке тверде сухе насіння — з прикріпленою оболонкою або плодовим шаром або без нього — зібране для споживання людиною чи твариною. Два основних види товарних зернових культур — зернові та зернобобові.
Після збирання сухе зерно є більш міцним, ніж інші основні продукти харчування, такі як крохмалисті фрукти (плантани, хлібне дерево тощо) і бульби (солодка картопля, маніок тощо). Ця міцність зробила зерно добре придатним для промислового сільського господарства, оскільки його можна збирати механічно, транспортувати залізницею або кораблем, зберігати протягом тривалого періоду в зерносховищах, подрібнювати на борошно або пресувати для отримання олії. Таким чином, ринок зерна є основним світовим товарним ринком, що включає такі культури, як кукурудза, соя, пшениця, рис, жито, овес, ячмінь та ін.

## Будова зернівки
Зернівка являє собою нерозкривний однонасінний плід рослин/
Зернівка складається із:
 — оболонки плоду (оплодня) розташованої на зовнішній стороні сім'я,
 — оболонки сім'я, до якої щільно прилягає оплодень,
 — сім'я. Сім'я складається із зародку (або ембріона) і ендосперма, оточеного нуцелярною епідермою і оболонкою сімені.
Практично всі зерна у злакових складаються з подібних частин, відношення між якими в зернах різних культур мало відрізняються один від одного.
У зернівці насінина розвивається з верхньої зав'язі, утворена одним плодолистком. Зернівки бувають голими (у пшениці, жита) і плівчастими, тобто зрослими з квітковими лусками (овес, просо, рис).

### Формування зерна і достигання
Після цвітіння і запилення настає формування зерна: утворюється зародок, а клітини ендосперму нагромаджують поживні речовини. У зернових процес утворення зерна ділять на три етапи (фази): формування, наливання і достигання. Розрізняють також три фази стиглості: молочну, воскову або жовту і повну.
Період наливання зернівки прийнято ділити за станом ендосперму на такі фази стиглості:
 — водяниста — зернівка наповнюється водянистою рідиною, вологість 75-80 %, тривалість фази близько 6 днів, сухої речовини 2-3 %;
 — передмолочна — водянистий вміст зернівки набуває молочного відтінку, вологість 70-75 %, сухої речовини 10 % від її маси у стиглій зернівці, тривалість 6-7 днів;
 — молочна — вміст зернівки молокоподібний, вологість 60—40 %, сухої речовини 50 %, тривалість 7—10, до 15 днів;
 — тістоподібна — ендосперм набуває консистенції тіста, вологість зменшується до 35-40 %, вміст сухої речовини досягає 85-90 %, фаза триває 4-5 днів;
 — воскова — ендосперм восконодібний, вміст води знижується до <()%, під кінець фази приріст сухих речовин припиняється, тривалість 3-6 днів;
 — повна — зернівка тверда і зменшується за об'ємом. Вміст води -8-22 %, тривалість 3-5 днів.
Енергія в зернових культурах накопичується у вигляді крохмалю. Його кількість в зернах злакових культур [Архівовано 10 січня 2022 у Wayback Machine.] неоднакова і найчастіше становить від 60 до 75 % маси зерна.

## Класифікація злаків
Прикладом злакових культур є просо, Гліцерія, Могар, Пайза, Полба, Тритикале, Дагуса, Сорго, Гречка, Амарант, Чумиза та інші.

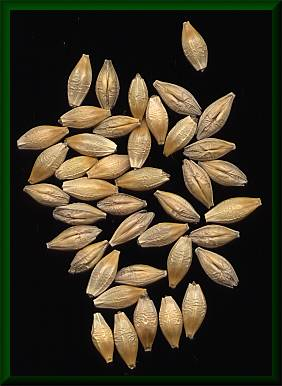
Ячмінь

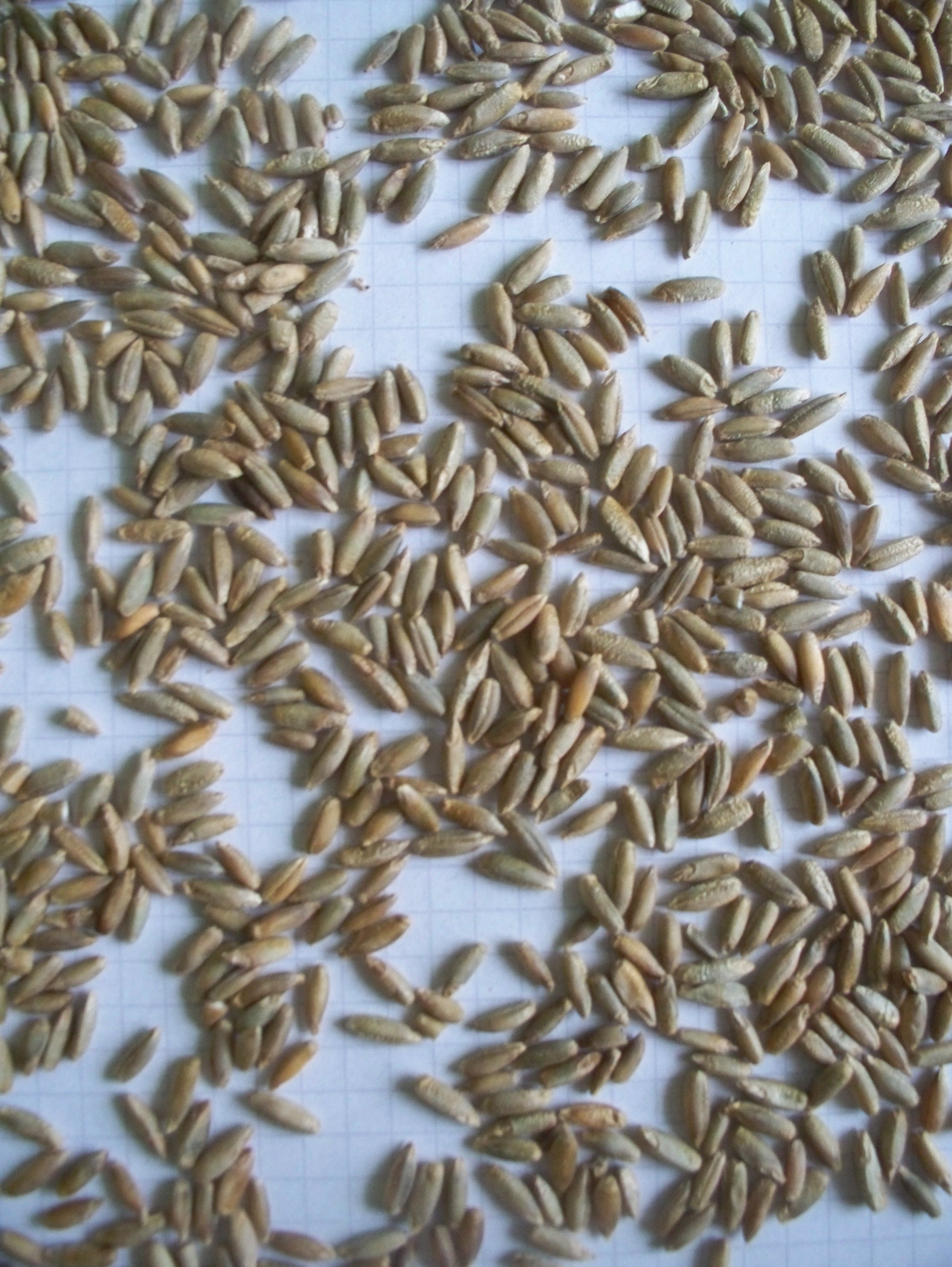
Зерна жита

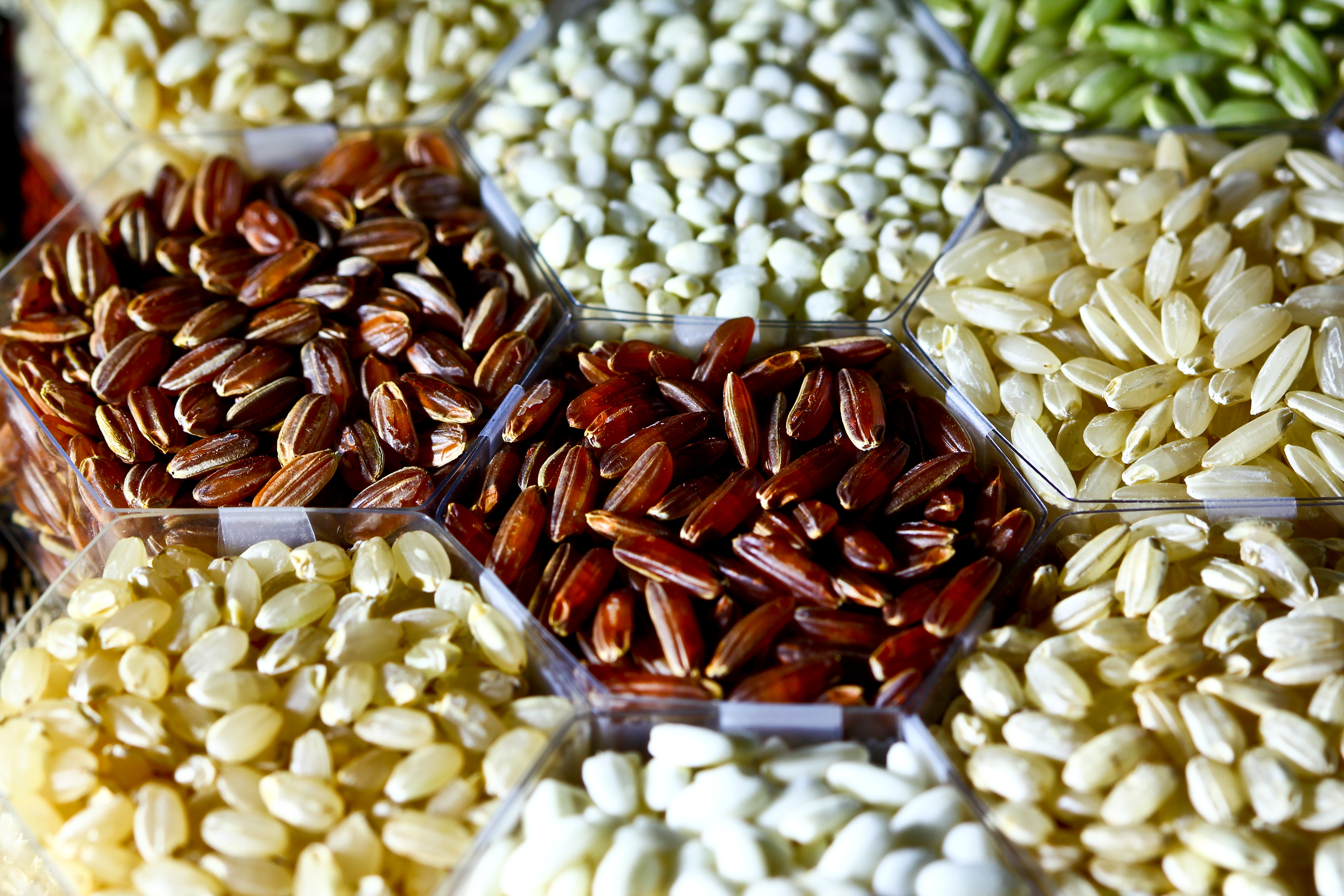
Rice grains (IRRI).jpg

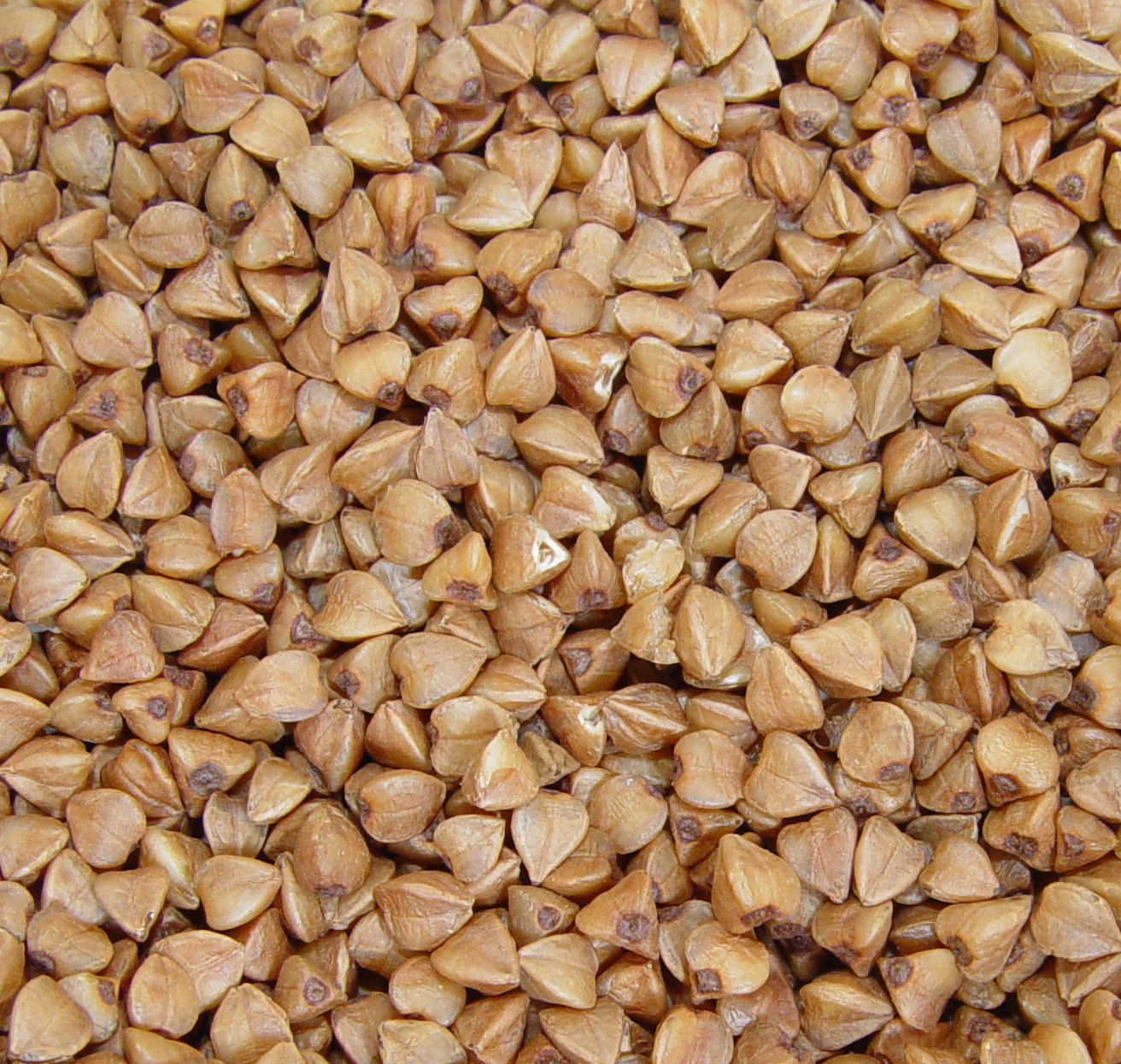
Гречана крупа

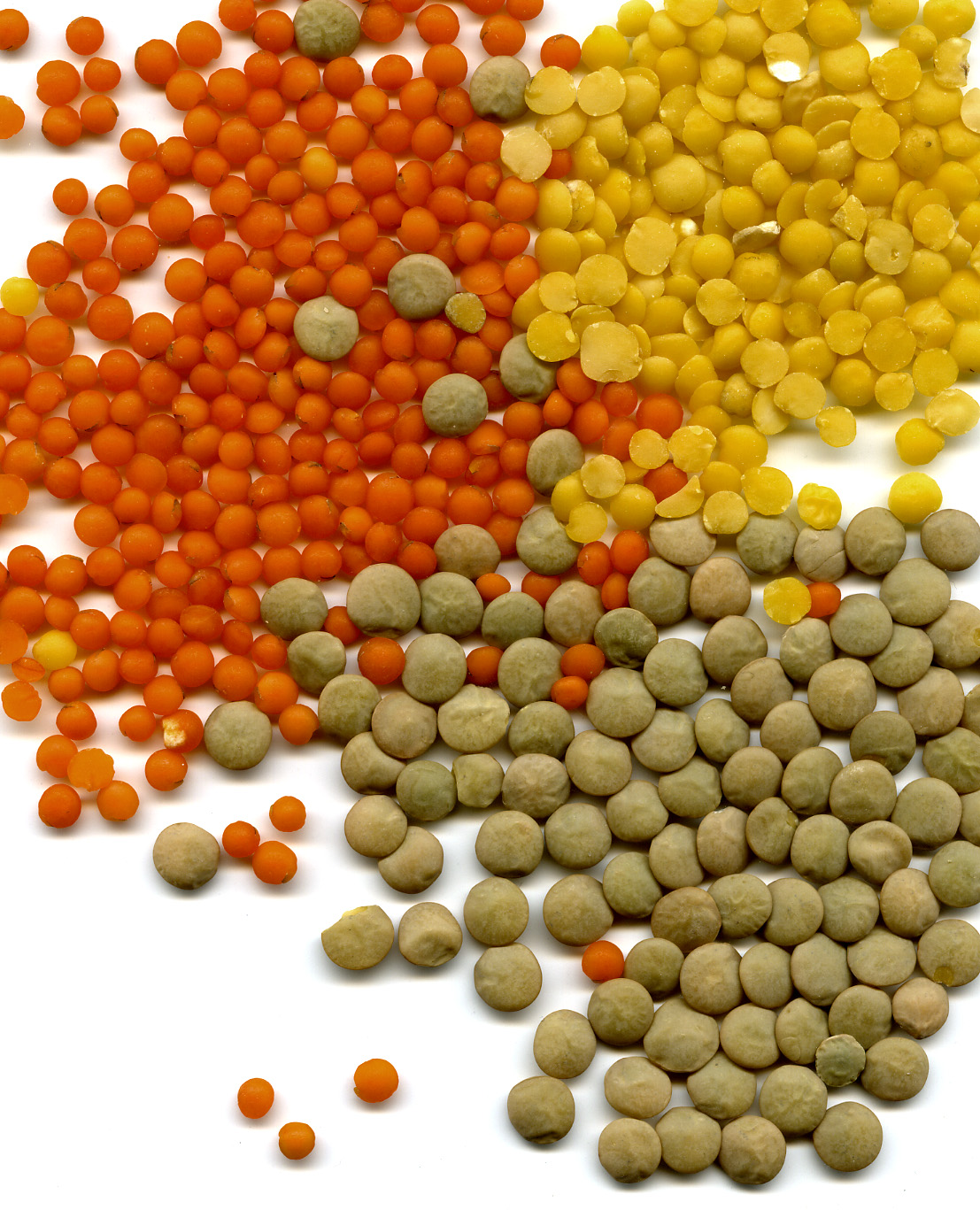
Сочевиця

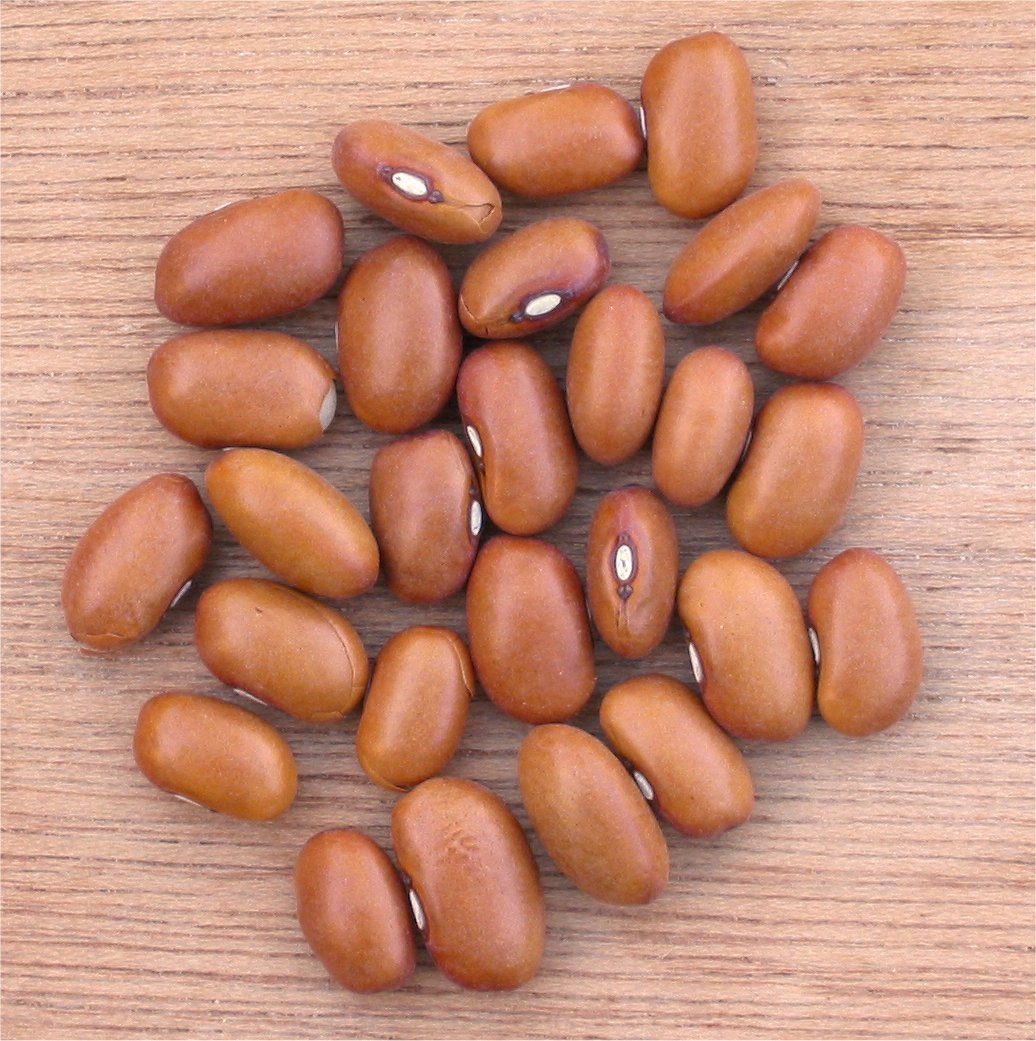
Насіння квасолі (Бура квасоля Північної Голландії)

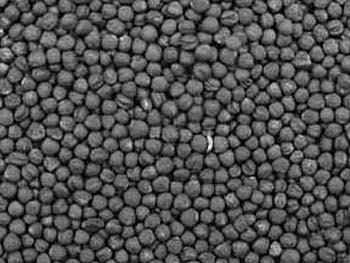
Ріпак (з нього виготовляють олію канола)

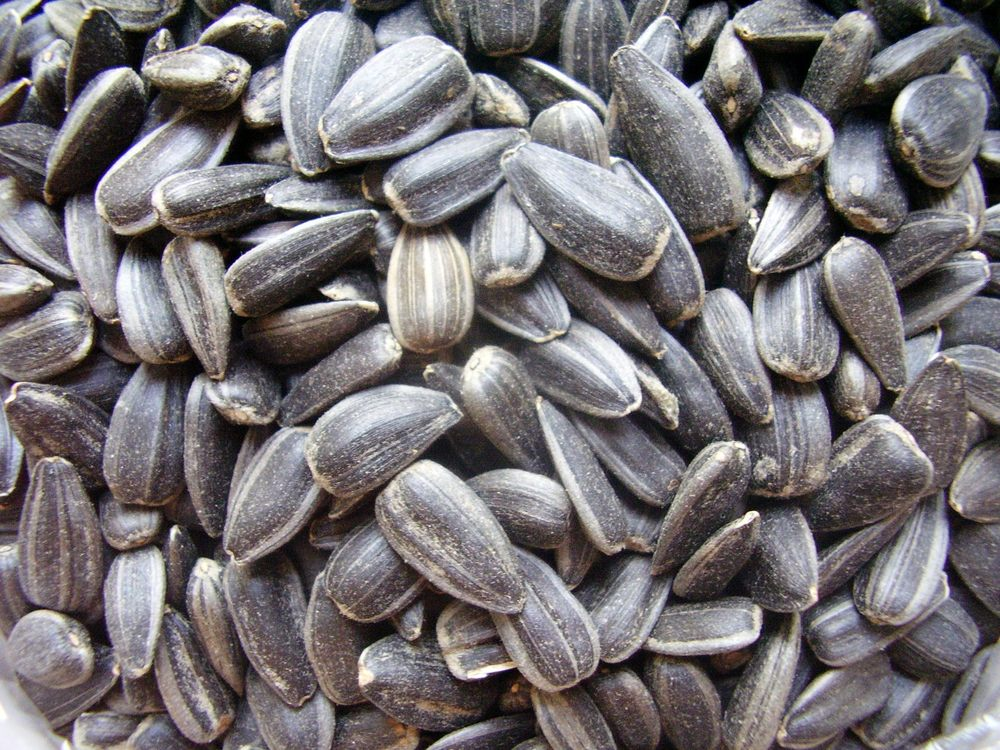
Зерна соняшника

Збіжжеві рослини, збіжжя, найважливіша група культурних рослин, насіння — зерно яких становить один з основних продуктів харчування людини (хліб, крупи), концентрований харч для сільськогосподарських тварин (також солома і полова) і сировину для харчової та іншої промисловості. Зерно злакових культур має 9 — 17 % білка, 56 — 71 % вуглеводнів у вигляді крохмалю, 1,6 — 4,5 % жирів. В Україні вирощують з озимих такі зернові культури: жито і озиму пшеницю, з ярих — кукурудзу, ячмінь, овес, яру пшеницю, просо й гречку; окрему групу становлять зернові бобові культури.

### Теплі зернові культури
- Eleusine coracana, або пальчасте просо
- фоніо (також фіндо) термін для двох культивованих трав з роду Digitaria, які є відомими культурами в деяких частинах Західної Африки. Це просо з дрібним зерном. Фоніо — це поживна їжа з приємним смаком.
- Мишій італійський
- Японське просо (Echinochloa esculenta)
- Сльози Іова, наукова назва Coix lacryma-jobi, також відомий як адлей або адлей просо, — висока зернова багаторічна тропічна рослина родини злакових (Poaceae). Походить із Південно-Східної Азії та завезений до Північного Китаю та Індії в давнину, а в інших місцях культивується в садах як однорічник.
- Просо або пшоно кода (Paspalum scrobiculatum)
- Маїс (кукурудза)
- Пшоно — це дуже різноманітна група дрібнонасінних трав, які широко вирощуються в усьому світі як зернові культури або зерно для корму та їжі людини. Більшість видів, які зазвичай називають просо, належать до триби Paniceae, але деякі просо також належать до інших таксонів
- Перлове африканське просо (Pennisetum glaucum)
- Просо звичайне
- Сорго

### Прохолодні зернові культури
- Ячмінь
- Овес
- Рис
- Жито
- Спельта
- Теф
- Тритикале
- Пшениця
- Дикий рис

### Псевдозлакові зерна
Крохмалисті зерна родин широколистих (дводольних):
- Амарант (родина Амарантові) також називають щирицею
- Гречка (родина Гречкові)
- Шавлія іспанська (родина Глухокропивові)
- Кіноа (родина щирицеві)
- Chenopodium pallidicaule

### Бобові
Бобові або зернобобові, представники родини бобових, мають більший вміст білка, ніж більшість інших рослинних продуктів, приблизно на 20 %, тоді як соєві боби містять аж 35 %. Як і у випадку з іншими цільними рослинними продуктами, бобові також містять вуглеводи та жири.
Зернові бобові культури (зернобобові), групи бобових культур, зерно яких багате на білок (деяких також — на олію); важливий харчовий продукт. В УССР засіви зернових бобових культур в 1956 році становили 336 000 га, або 1,6 % всіх зернових культур (1913 р. — 438 000, 1940—526 000). Найпоширеніший горох (287 000 або 85,5 % всіх зернобобових культур), далі йде фасоля, сочевиця, біб, соя, чина, нут, арахіс. Зернобобові культури поширені в основному в лісостеповій смузі, зокрема на Правобережжі, найменше їх — в степах і на Кубані.
Звичайні бобові включають:
- Нут звичайний
- Квасоля звичайна
- Горох посівний (садовий горох)
- Біб кінський
- Сочевиця звичайна
- Лімська квасоля (Phaseolus lunatus)
- Люпин
- Маш звичайний
- Арахіс
- Голубиний горошок
- Червона квасоля (Phaseolus coccineus)
- Соєві боби, Соя звичайна

### Олійні культури
Зерно олійних культур вирощують переважно для отримання з них харчової олії. Рослинні олії забезпечують дієтичну енергію та деякі незамінні жирні кислоти. Вони також використовуються як паливо та мастильні матеріали.

#### Гірчичні культури
- Гірчиця чорна
- Гірчиця салатна
- Ріпак (включаючи канолу)

#### Родина Айстрові
Насіння соняшника
- Сафлор (Carthamus tinctorius)
- Насіння соняшнику

#### Інші
- Насіння льону (родина Льонові)
- Насіння конопель (родина Конопляні)
- Макове насіння (родина Макові)

## Історична важливість
Оскільки зерна дрібні, тверді та сухі, їх можна зберігати, вимірювати та транспортувати легше, ніж інші види харчових культур, наприклад свіжі фрукти, коренеплоди та бульби. Розвиток зернового господарства дозволив легко виробляти та зберігати надлишок їжі, що могло призвести до створення перших тимчасових поселень і поділу суспільства на класи.

### Торгівля зерном
Торгівля зерном означає місцеву та міжнародну торгівлю зерновими та іншими продовольчими культурами, такими як пшениця, ячмінь, кукурудза та рис. Зерно є важливим товаром торгівлі, тому що воно легко зберігається і транспортується з обмеженим псуванням, на відміну від інших сільськогосподарських продуктів. Здорове постачання зерна та торгівля ним є важливими для багатьох суспільств, забезпечуючи калорійну основу для більшості систем харчування, а також важливу роль у кормах для тваринництва.
Торгівля зерном є такою ж старою, як і землеробські поселення, що було виявлено в багатьох ранніх культурах, які перейняли осіле землеробство. Великі суспільні зміни були безпосередньо пов'язані з торгівлею зерном, наприклад з падінням Римської імперії. Починаючи з раннього Нового часу, торгівля зерном була важливою частиною колоніальної експансії та динаміки міжнародної влади. Геополітичне домінування таких країн, як Австралія, Сполучені Штати, Канада та Радянський Союз протягом 20 століття було пов'язане з їхнім статусом країн із надлишком зерна.
Останнім часом міжнародні товарні ринки були важливою частиною динаміки продовольчих систем і ціноутворення на зерно. Спекуляція, а також інші чинники виробництва та пропозиції, що призвели до фінансової кризи 2007—2008 років, спричинили швидке зростання цін на зерно під час світової продовольчої кризи 2007—2008 років. Зовсім недавно домінування України та Росії на ринках зерна, наприклад пшениці, означало, що російське вторгнення в Україну в 2022 році викликало посилення побоювань щодо глобальної продовольчої кризи в 2022 році. Очікувані зміни, що сільське господарство, викликане зміною клімату, матиме каскадний вплив на світові ринки зерна.

### Світове виробництво зерна
Для збирання зерна використовують зернозбиральні комбайни, для очищення після збирання — зерноочисні машини.
В усьому світі у 2004 р. було зібрано понад 2 млрд т зерна.
Див.також: Найбільші виробники зернових культур

## Харчове значення. Корми для тварин
Різниця між харчовими продуктами для людей і кормами для тварин в більшості умовна.
Звичайно, для годівлі тварин зерно можна використовувати непереробленим (цільним), або роздробленим на декілька частин. В минулому було саме так. Проте, такий корм засвоюється погано. Цільні і навіть дроблені зерна проходять через шлунково-кишковий тракт великої рогатої худоби, залишаючись практично незміненими.